# Іван Джорев
Іван Велков Джорев (болг. Иван Велков Джорев; нар. 17 травня 1976, Ямбол) — болгарський борець вільного стилю, дворазовий бронзовий призер чемпіонатів Європи, учасник Олімпійських ігор.

## Життєпис
Боротьбою почав займатися з 1985 року.
Виступав за клуби «Вітязь-Панєв» з Варни, спортивний клуб Созополя, «Славія-Літекс» із Софії. Тренер — Ангел Гочев.

## Спортивні результати на міжнародних змаганнях

### Виступи на Олімпіадах
| Змагання                                   | Збірна   | Вагова категорія          | Місце |
| ------------------------------------------ | -------- | ------------------------- | ----- |
| Боротьба на літніх Олімпійських іграх 2004 | Болгарія | вільна боротьба, до 60 кг | 18    |

### Виступи на Чемпіонатах світу
| Змагання                        | Збірна   | Вагова категорія          | Місце |
| ------------------------------- | -------- | ------------------------- | ----- |
| Чемпіонат світу з боротьби 2001 | Болгарія | вільна боротьба, до 54 кг | 18    |
| Чемпіонат світу з боротьби 2002 | Болгарія | вільна боротьба, до 55 кг | 11    |
| Чемпіонат світу з боротьби 2003 | Болгарія | вільна боротьба, до 55 кг | 19    |
| Чемпіонат світу з боротьби 2013 | Болгарія | вільна боротьба, до 55 кг | 12    |

### Виступи на Чемпіонатах Європи
| Змагання                         | Збірна   | Вагова категорія          | Місце  |
| -------------------------------- | -------- | ------------------------- | ------ |
| Чемпіонат Європи з боротьби 2000 | Болгарія | вільна боротьба, до 54 кг | Бронза |
| Чемпіонат Європи з боротьби 2001 | Болгарія | вільна боротьба, до 54 кг | 6      |
| Чемпіонат Європи з боротьби 2003 | Болгарія | вільна боротьба, до 55 кг | 9      |
| Чемпіонат Європи з боротьби 2004 | Болгарія | вільна боротьба, до 55 кг | Бронза |

### Виступи на інших змаганнях
| Змагання                                                         | Збірна   | Вагова категорія          | Місце  |
| ---------------------------------------------------------------- | -------- | ------------------------- | ------ |
| Гран-прі Німеччини з боротьби 1998                               | Болгарія | вільна боротьба, до 54 кг | 8      |
| Гран-прі Німеччини з боротьби 1999                               | Болгарія | вільна боротьба, до 54 кг | 10     |
| Всесвітні ігри військовослужбовців 1999                          | Болгарія | вільна боротьба, до 54 кг | Бронза |
| Олімпійський кваліфікаційний турнір з боротьби 2004 (Братислава) | Болгарія | вільна боротьба, до 55 кг | 19     |

### Виступи на змаганнях молодших вікових груп
| Змагання                                       | Збірна   | Вагова категорія          | Місце |
| ---------------------------------------------- | -------- | ------------------------- | ----- |
| Чемпіонат Європи з боротьби серед юніорів 1993 | Болгарія | вільна боротьба, до 50 кг | 9     |
| Чемпіонат світу з боротьби серед юніорів 1994  | Болгарія | вільна боротьба, до 54 кг | 7     |
| Чемпіонат світу з боротьби серед молоді 1995   | Болгарія | вільна боротьба, до 52 кг | 8     |
| Чемпіонат світу з боротьби серед кадетів 1992  | Болгарія | вільна боротьба, до 47 кг | 4     |